# Darko Lazović
Darko Lazović (Kirin Serbia: Дарко Лазовић; sinh ngày 15 tháng 9 năm 1990) là một cầu thủ bóng đá chuyên nghiệp người Serbia thi đấu ở vị trí tiền vệ cánh cho câu lạc bộ Hellas Verona tại Serie A và đội tuyển quốc gia Serbia.